# Melanostomias biseriatus
Melanostomias biseriatus es una especie de pez de la familia Stomiidae en el orden de los Stomiiformes.

## Morfología
Los machos pueden llegar alcanzar los 25 cm de longitud total.

## Hábitat
Es un pez de mar y de aguas profundas que vive entre 620-760 m de profundidad.

## Distribución geográfica
Se encuentra en el  Atlántico oriental (desde el Marruecos hasta el Sahara Occidental y el Camerún) y el Atlántico occidental (desde los Estados Unidos  hasta las Bahamas, y desde Venezuela hasta el Brasil ).